# Mihail Anatolevič Vasiljev
Mihail Anatolevič Vasiljev (rusko Михаил Анатольевич Васильев), ruski rokometaš, * 4. marec 1961, Moskva, Sovjetska zveza, † 25. februar 2025, Moskva, Rusija.
Leta 1988 je na poletnih olimpijskih igrah v Seulu v sestavi sovjetske rokometne reprezentance osvojil zlato olimpijsko medaljo.